# Xã Perry, Quận Richland, Ohio
Xã Perry (tiếng Anh: Perry Township) là một xã thuộc quận Richland, tiểu bang Ohio, Hoa Kỳ. Năm 2010, dân số của xã này là 1.456 người.